# فيصل جرادات
فيصل محمد يوسف جرادات (1955) شاعر أردني - فلسطيني. ولد في السيلة الحارثية من محافظة جنين بشمال الضفة الغربية، حصل على إجازة في اللغة العربية وآدابها في جامعة بيروت العربية، 1986 ثم عمل في المؤسسة العامة للبترول 1976 – 1990. عمل مدرّسًا من 1993 حتى 2001 وهو عضو في رابطة الكتّاب الأردنيين. له دواوين شعرية مطبوعة.

## سيرته
وُلد فيصل محمّد يوسف جرادات سنة 1955 / 1374 هـ في السيلة الحارثية من محافظة جنين شمال الضفة الغربية، أنهى الثانوية العامة في مدرسة حيفا الثانوية فيها 1973، وحصل على شهادة الدبلوم في الإدارة من معهد التدريب المهني في قلنديا 1975، ثم شهادة الليسانس في الأدب العربي من جامعة بيروت العربية 1986.

عمل في المؤسسة العامة القَطَرية للبترول من 1976 حتى 1990، ثم مدرّساً للّغة العربية في مدارس وزارة التربية والتعليم بالأردن من 1993 حتى 2001، ثم انتقل للعمل مديراً إدارياً في المجموعة الدولية في قَطَر منذ 2001 وعاد إلى الأردن متقاعد في 2017 .

هو عضو في رابطة الكتاب الأردنيين و عضو اتحاد الكتاب والصحفيين الفلسطينيين و مشارك في معجم البابطين للشعراء العرب والمعاصرين.

## جوائزه
- 1997: نال جائزة في مسابقة رابطة الكتّاب الأردنيين لغير الأعضاء، حقل الشعر.

## مؤلفاته
من مجموعاته الشعرية:
- نقوش على جدار الصمت، 1984
- نفحات، 1987
- باب المدينة، 1987
- القمة والقاع، 1991
- هناك شيء لا يموت، 2002
- خيوط الشمس، 2019
- على خطاك أخضرت الأحجار، 2019

المخطوطات:
- بوابة السماء - مخطوطة لدى المعهد الملكي الدراسات الدينية - الأردن.
- التقليب التبادلي لأحرف الفعل الثلاثي في اللغة العربية - مخطوطة لدى الجامعة الأردنية.